# Окорский, Леонид Станиславович
Леонид Станиславович Окорский (2 (14) июня 1894, Санкт-Петербург — 1952) — инженер-кораблестроитель, специалист в области проектирования судовых систем, ректор Ленинградского кораблестроительного института (1943—1945).

## Биография
В 1923 году окончил Петроградский политехнический институт.
С 1923 года работал на Северной судостроительной верфи.
С 1924 года начал читать по совместительству лекции в ЛКИ.
С 1929 года — заведующий производством, заместитель технического директора Северной верфи.
В 1932—1933 годах — технический директор Северной верфи.
В 1933 году Л. С. Окорский становится управляющим и главным инженером «Судопроекта». В качестве руководителя «Судопроекта» принимал участие в подписании договора о строительстве эскадренного миноносца «Ташкент».
С 1936 года — директор Северной верфи, член Совета при Народном Комиссаре тяжелой промышленности.
В 1939 году перешел на постоянную преподавательскую работу. В последующем Л. С. Окорский был деканом кораблестроительного факультета.
В июле 1941 года Л. С. Окорский в составе бригады из 28 видных специалиста ЛКИ был прикомандирован к Ленинградскому отделению Наркомата судостроительной промышленности. В его обязанности входило участие в сборе и обобщении материалов о повреждениях кораблей в бою и разработка средств защиты кораблей от магнитных мин. Л. С. Окорскому было присвоено воинское звание инженера-майора.
В 1943—1945 годах исполнял обязанности директора Ленинградского кораблестроительного института. ЛКИ был эвакуирован в г. Горький. Условия занятий в Горьком были непростые. Поначалу, в мае 1942 года, 91 студент ЛКИ перешёл по переводу в Горьковский политехнический институт. В это время Л. С. Окорский находился в г. Пржевальске, куда была эвакуирована другая группа студентов ЛКИ и студенты Николаевского кораблестроительного института. Занятия студентов в Горьком возобновились в марте 1943 года, а Л. С. Окорский вернулся из Пржевальска в Горький в сентябре 1943 года.
C 1949 года — доктор технических наук, профессор.

## Семья
- Жена — Эсфирь Тимофеевна Окорская, руководитель Совета жён инженерно-технических работников Северной верфи[8].

## Награды
- Орден «Знак Почёта»[9][7][10]
- Медаль «За оборону Ленинграда»
- Медаль «За победу над Германией в Великой Отечественной войне 1941—1945 гг.»

## Публикации
- Окорский Л. С. Судовые системы. — Л.-М., 1935. — 178 с.
- Окорский, Леонид Станиславович. Десять лет советского судостроения. — Ленинград ; Москва : Госстройиздат, 1932.